# Glen Saville

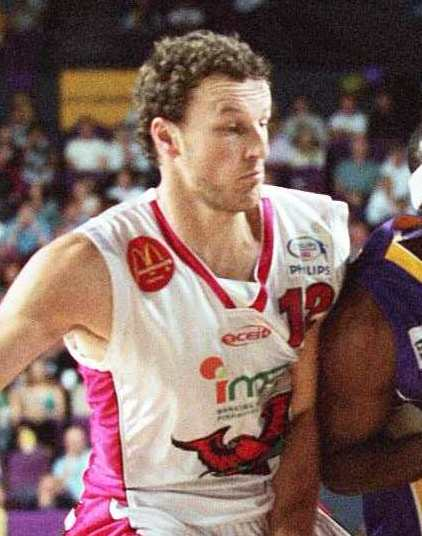
Imagem de Glen Saville jogando Basquetebol.

Glen Saville (Bendigo, 16 de janeiro de 1976) é um basquetebolista profissional australiano, atualmente joga no Wollongong Hawks.